# Maria de Brienne
Maria de Brienne (em francês:  Marie de Brienne; Cápua, c. abril de 1225 —  Itália, após 5 de maio de 1275) foi imperatriz-consorte do Império Latino como esposa de Balduíno II de Constantinopla, entre 1234 e 1261, ano em que a cidade foi recapturada pelos bizantinos.

## Família
Ela era filha de João I de Brienne com sua terceira esposa, Berengária de Leão, e meia-irmã mais nova, por parte de pai, de Iolanda de Jerusalém, e irmã de Afonso de Brienne. Seus avós maternos eram Afonso IX de Leão e Berengária de Castela.

## Casamento
Em 19 de abril de 1229, Maria foi prometida a Balduíno II, que era coimperador júnior com seu pai no trono do Império Latino. O casamento tinha como objetivo estabelecer uma aliança dinástica entre os dois coimperadores. Maria tinha no máximo quatro anos de idade na época. O casamento só se realizou em 1234, quando a noiva tinha uns nove anos e o noivo, dezessete. Pelo casamento, Maria tornou-se coimperatriz-consorte júnior do Império, sendo a sua mãe a imperatriz sênior. A cerimônia foi descrita em detalhes na crônica de Alberico de Trois-Fontaines.

## Imperatriz
Em 1236, Constantinopla foi cercada pelas forças combinadas de João Asen II da Bulgária e João III Ducas Vatatzes do Império de Niceia. Para sua defesa, a cidade contava apenas com uma pequena guarnição de cavaleiros, a frota da República de Veneza e uma pequena força enviada por Godofredo II de Villehardouin, do Principado de Acaia e só não caiu por causa de uma discussão entre os dois aliados sobre quem deveria receber o comando da cidade em caso de vitória. John V.A. Fine sugeriu que João Asen teria percebido a ameaça ainda maior ao Segundo Império Búlgaro se o Império Latino fosse reintegrado ao Império de Niceia ao invés de permanecer enfraquecido como estava.
Seja como for, João de Brienne havia assumido o comando da defesa de Constantinopla. Balduíno II realizou outra missão, dirigindo-se à Europa ocidental numa tentativa de levantar fundos e de recrutar as forças que precisava para assegurar a sobrevivência de seu império. João morreu em 27 de março de 1237 e sua esposa Berengária o seguiu em 12 de abril. A pequena Maria, de apenas doze anos de idade, assumiu o comando nominal da cidade por ser a única representante da família imperial presente e permaneceu na função até a volta de Balduíno, que só ocorreu em julho de 1239.
Ele voltou à frente de uma força cruzada, cujas estimativas de tamanho variam de tão poucos quanto 30 000 até tantos quanto 60 000. A ela se juntou um contingente de cumanos e o exército cercou Tzurulum (moderna Çorlu), uma fortaleza nicena na Trácia. A cidade caiu em 1240, mas este parece ter sido o único sucesso deste exército, pois nada mais se disse sobre ele daí em diante. Fine presume que a maioria voltou pra casa na Europa, com apenas alguns permanecendo para se juntar à já existente guarnição da capital. Por alguns anos, o Império Latino havia conseguido assegurar sua sobrevivência. Quando Balduíno voltou pra casa, Maria já tinha uns quinze anos de idade.
Em 15 de abril de 1240 (dia de Páscoa), Balduíno II foi coroado imperador em Santa Sofia. O único filho do casal imperial, Felipe de Courtenay, nasceu em 1243. Contudo, este período de relativa paz não duraria. Balduíno partiu para o Reino da França no final deste mesmo ano para conseguir o apoio do rei Luís IX. Em sua asuência, Maria tornou-se regente do império com Filipe de Toucy inicialmente como co-regente. Ele era filho de Narjot de Toucy com sua primeira esposa, que era filha de Teodoro Branas e Inês da França. Ele ficou fora de casa por muitos anos, primeiro na França e depois juntando-se a Luís IX na Sétima Cruzada, retornando apenas em 8 de outubro de 1248, data de uma escritura que permitia que Maria hipotecasse suas propriedades no ocidente para pagar uma gigantesca dívida de 24 000 hyperpiras.
No espaço de um mês da chegada de Balduíno, Maria deixou a capital e seguiu para a Europa, assumindo que o casal seguiu as instruções de Blanche de Castela, tia-avó de Maria, que arranjou para que ela a visitasse e deu a Balduíno 20 000 livres em troca de duas promessas: que ele não vendesse suas propriedades no Condado de Namur e que enviasse Maria no espaço de um mês de sua chegada. Diz-se que Balduíno preparou quatro navios armados para levar a esposa e sua corte. O grupo chegou em Chipre quando Luís e os cruzados estavam lá. Na ocasião, uma ventania rebentou a âncora de seu navio e o afundou levando consigo tudo o que ela tinha, deixando Maria apenas com um manto e as roupas do corpo. Os cruzados a ajudaram e, presuumivelmente logo em seguida, ela chegou em Negroponte (janeiro de 1249), de onde seguiu para  França, que alcançou em maio. De acordo com a "Chronique de Flandres", Maria permaneceu com a tia-avó até a morte dela em 1252, quandou se mudou para as terras do marido em Namur. Nos anos seguintes, Maria contestou sem sucesso contra Henrique V do Luxemburgo pelo controle dessas terras — que eram a principal fonte de renda do casal imperial — até a cessão delas e seus castelos em 17 de junho de 1258 para Margarida de Flandres. Apesar disso, o Castelo de Namur se recusou a render-se a Henrique, um vassalo de Margarida, até o dia de São Vicente (21 de janeiro de 1259). Maria passou depois pela corte de Castela antes de regressar a Constantinopla.

## Queda de Constantinopla

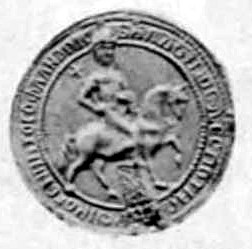
Balduíno II de Constantinopla, o último imperador latino e marido de Maria.

Depois disso, o casal não conseguiria manter sua capital por muito tempo. Em julho de 1261, Aleixo Estrategópulo, um general de Niceia, foi enviado com uma pequena força de vanguarda de 800 soldados, a maioria cumanos para vigiar os movimentos dos búlgaros e espionar as defesas dos latinos. Quando os bizantinos alcançaram a vila de Selímbria (moderna Silivri), souberam dos fazendeiros locais (thelematarioi) que toda a guarnição e a frota veneziana estavam fora num raide contra a ilha nicena de Dafnousia. Apesar de hesitar a princípio por causa do tamanho reduzido de sua força, que poderia ser aniquilada se a guarnição ou a frota voltassem, e também por que não havia recebido ordens de atacar, Estrategópulo finalmente decidiu não perder esta oportunidade de ouro de retomar a cidade.
Na noite de 25 de julho, Aleixo e seus homens se aproximaram da muralha da cidade e se esconderam num mosteiro perto do Portão Pege. Dali, enviou um destacamento de seus homens que, liderados por alguns dos thelematarioi, conseguiram entrar na cidade por uma passagem secreta. Eles atacaram as muralhas pelo lado de dentro, surpreendendo os guardas e conseguiram abrir o portão, permitindo que o resto da força bizantina entrasse na cidade. Os latinos foram pegos completamente de surpresa e, depois de alguns combates, os bizantinos assumiram o controle das muralhas em terra. Temendo a vingança dos bizantinos sobre a população latina da cidade, o imperador Balduíno II desceu correndo de seus aposentos e se apressou para o porto na esperança de embarcar num dos navios que escapavam. Graças ao oportuno retorno da frota veneziana, os latinos foram evacuados, mas a cidade nunca mais foi reconquistada. Supõe-se que Maria tenha conseguido fugir com o marido.

## Exílio
Um navio veneziano levou o casal até Eubeia, de onde eles seguiram para Atenas, Apúlia e finalmente de volta para a França. Nos anos seguintes, sobreviveram vendendo seus direitos — de facto e de jure — a vários títulos e propriedades.
Em 26 de março de 1263, seus direitos de marquês de Namur foram comprados por Guy de Dampierre. Apesar de território na época já estava sob controle de Henrique V de Luxemburgo, Guy conseguiu conquistá-lo em 1268. Em janeiro de 1266, seus direitos sobre o Reino de Tessalônica foram comprados por Hugo IV, Duque da Borgonha por 13 000 livres. Na ocasião, a cidade estava sob o controle de Miguel VIII Paleólogo, o imperador niceno que havia mudado sua capital de volta para Constantinopla, e estava sendo reivindicado por Guilherme VII de Monferrato.
Em 27 de maio de 1267, o Tratado de Viterbo transferiu muitos dos direitos dos feudos do Império Latino de Balduíno para Carlos I da Sicília. Na mesma ocasião, ele viu confirmadas as suas conquistas de Corfu e algumas cidades na costa da moderna Albânia e recebeu a suserania sobre o Principado de Acaia e a soberania sobre as ilhas do Egeu, com exceção das que já estavam de posse da República de Veneza e Lesbos, Quios, Samos e Amorgos.
Balduíno e Maria passaram o resto de suas vidas na corte de Carlos. Em outubro de 1273, ele morreu em Nápoles enquanto Maria sobreviveu mais dois anos e foi enterrada em Assis.